# Mesechinus miodon
Mesechinus miodon (лат.) — вид млекопитающих семейства ежовых, обитающий в восточной части Нинся и северной части Шэньси на севере Китая.

## Описание
M. miodon — вид степных ежей с длиной тела от 12 до 22 см, и длиной хвоста от 2,5 до 4,6 см и массой от 230 до 750 г. Задняя лапа имеет длину 3,5—4,5 см, уши 2,4—3,5 см в длину. Иглы от 22 до 29  мм длиной. Две трети от общего числа игл, проксимальных к телу, светло-коричневые, за ними следует чёрно-коричневое кольцо шириной 4 мм со светло-коричневым оттенком на концах игл. Однако концы игл также могут быть тёмными. Волосы на голове и на боках, ногах и хвосте от грязно-белых до коричневатых. Живот от светлого до грязно-белого. Кариотип состоит из хромосомного набора из 2n=44-48 хромосом (FN=84-92).

## Среда обитания и образ жизни
Среда обитания Mesechinus miodon сухая и пустынная. Юйлиньфу, terra typica, типичное местонахождение вида в Шэньси, характеризуется желтым песком и коричневыми камнями. Только разбросанные заросли шалфея и несколько деревьев можно увидеть на большей части бесплодного ландшафта. Практически ничего не известно о пищевом, репродуктивном и другом поведении этих ежей Они питаются различными видами жуков и в конце октября впадают в спячку. Ежи чаще всего встречаются в апреле и мае, когда запасы пищи самые лучшие.

## Систематика
Данный вид ежей был впервые описан в 1908 году британским зоологом Олдфилдом Томасом под биноменом Erinaceus miodon. Гордон Барклай Корбет и Джон Эдвардс Хилл определили форму даурского ежа (M. dauuricus ) как подвид в 1992 году , а Райнер Хаттерер поместил его в качестве подвида китайского ежа в 2005 году. Согласно анализу полной митохондриальной ДНК животных, опубликованному в 2016 году, этот вид более тесно связан с ушастым ежом, чем с даурским ежом В 2018 году он был вновь выделен в отдельный вид.